# 潟浦新
潟浦新（かたうらしん）は、新潟県新潟市西蒲区の大字。郵便番号は950-1333。

## 概要
1889年（明治22年）から現在の大字。中ノ口川上流左岸に位置する。もとは江戸時代から1889年（明治22年）まであった潟浦新村の区域の一部。

### 隣接する町字
北から東回り順に、以下の町字と隣接する。
- 高野宮
- 燕市次新
- 燕市小中川

## 歴史
もとは小吉村の一部で、1662年（寛文2年）に分村した。

### 年表
- 1889年（明治22年）4月1日 : 合併により小吉村の大字となる。
- 1954年（昭和29年）7月7日 : 合併により中之口村の大字となる。
- 2005年（平成17年）3月21日 : 合併により新潟市の大字となる。
- 2007年（平成19年）4月1日 : 新潟市の政令指定都市移行により、西蒲区の大字となる。

## 世帯数と人口
2018年（平成30年）1月31日現在の世帯数と人口は以下の通りである。
| 大字   | 世帯数 | 人口  |
| ------ | ------ | ----- |
| 潟浦新 | 44世帯 | 150人 |

## 小・中学校の学区
市立小・中学校に通う場合、学区は以下の通りとなる。
| 番地 | 小学校                 | 中学校               |
| ---- | ---------------------- | -------------------- |
| 全域 | 新潟市立中之口東小学校 | 新潟市立中之口中学校 |

## 交通

### 鉄道
新潟交通電車線（廃止）
- 新飯田駅

### 道路
県道
- 新潟県道325号黒埼新飯田線

### バス
新潟交通観光バス路線バス